# عزة بنت سلطان القاسمي
الشيخة عزة بنت سلطان بن محمد القاسمي (مواليد 1973) فنانة إماراتية وسيدة أعمال بارزة.

## الحياة
عزة سلطان القاسمي هي ابنة سلطان بن محمد القاسمي، حاكم إمارة الشارقة. ووالدنها الشيخة موزة بنت سالم ، تلقت تعليمها في دبي وواصلت دراستها في كلية سانت أنتوني، أكسفورد. مما ساهم في صقل مهاراتها وإثراء خلفياتها الثقافية. الشيخة عزة بجانب مسيؤتها الفنية في عالم الفن التشكيلي، تلعب ايضًا دورًا مهمًا في عالم الأعمال بوصفها سيدة أعمال بارزة، حيث تشارك في مشاريع وشركات متعددة مما يعزز من دورها كأحد المؤثرات في المجتمع الاماراتي. والشيحة عزة القاسمي حاصلة على درجة البكالوريوس في إدارة الأعمال.

## المسيرة الفنية
تميزت الشيخة عزة القاسمى باسهاماتها الملحوظة في عالم الفن، تم عرض أعمالها الفنية في معارض جماعية في الإمارات العربية المتحدة وفي دول خارج الإمارات مثلالأردن ومصر والصين والمملكة المتحدة. وقدمت أول معرض منفرد لها في جامعة أكسفورد - المملكة المتحدة، والذي حمل عنوان "سراب"، وذلك للمساهمة في تعزيز الوعي والتفاهم بين الثقافات. الأمر الذي شكل نقطة فارقة في مسيرتها الفنية وساهم في تعزيز مكانتها كفنانة وقد أثبتت الشيخة عزة نفسها بوصفها أحد الأسماء البارزة في مجال الفن التشكيلي، وقد تميزت أعمالها الفنية بالتنوع والابتكارحيث استلهمت من خلفيتها الثقافية وتقاليدها الإماراتية تقديم رؤية فنية فريدة. ومن أعمالها الفنية لوحات: "الباحثون عن اللؤلؤ" ، (المآذن"، أبراج الرياح".وتتنوع أعمالها الفنية ،والتي تعود في الفترة من 1995 إلى عام 2001م، بين الألوان المائية والباستيل والحفر والرسم على الخزف